# 許顯純
許顯純（？—1628年），明代北直定興人，閹黨政治人物，天启年间錦衣衛都指挥佥事，主持詔獄，枉法拷打東林黨，人稱酷吏，崇禎元年被斬殺正法。

## 簡介
駙馬許從誠之孫，萬曆四十七年（1619年）己未科武進士，略晓文墨，擢錦衣衛都指揮僉事。依附魏忠賢，成為五彪之一，代替劉僑，“性残酷，大狱频兴，毒刑锻炼”。
天啟五年（1625年），魏忠賢將東林黨的智囊汪文言下錦衣衛鎮撫司詔獄，命許顯純對汪嚴刑拷打。汪文言死於獄中。後來又對東林六君子嚴刑拷打，杨涟、左光斗、周顺昌、黄尊素、王之寀、夏之令等十余人皆死其手，又捏造供狀。《明史》稱“每谳狱，忠贤必遣人坐其后，谓之‘听记’。其人偶不至，即袖手不敢问。”
崇祯帝逼殺魏忠贤，阉党覆灭，黄尊素之子黃宗羲入京哭冤，竟然以錐刺傷許顯純，天下稱快，而後许显纯被斬首。許顯純將被處死時，自稱是皇后的外甥。有人斥曰：“許顯純甘為爪牙，一時忠良盡死其手。謀反，國之大逆也，雖親王高煦不能赦，何況后甥”。於是行刑。

## 影視形象
- 1971年武俠電影《俠女》：由韓英傑飾演
- 2014年古裝動作電影《繡春刀》：由李洪涛飾演

## 延伸阅读
[在维基数据编辑]
 《明史卷三百〇六》，出自《明史》